# HomePod
HomePod (Thế hệ 1) là một loa thông minh được Apple Inc. phát triển và đưa ra thị trường. HomePod được thiết kế để hoạt động với dịch vụ đăng ký Apple Music. Nó được bán song song với HomePod Mini nhỏ hơn và giá thấp hơn.Trong năm 2023, nó được thay thế bằng HomePod (Thế hệ 2)
HomePod được công bố vào ngày 5 tháng 6 năm 2017, tại Hội nghị các nhà phát triển toàn cầu của Apple, việc ra mắt của nó sau đó bị trì hoãn từ tháng 12 năm 2017 đến đầu năm 2018. Apple bắt đầu nhận đơn đặt hàng vào ngày 26 tháng 1 năm 2018  và chính thức phát hành vào ngày 9 tháng 2 năm đó. Nó kết hợp định dạng chùm và tám loa  và được bán với hai màu: trắng và xám vũ trụ.
HomePod nhận được nhiều đánh giá trái chiều: nó được khen ngợi về thiết kế và chất lượng âm thanh so với các loa khác cùng giá, và bị chỉ trích vì thiếu hỗ trợ của bên thứ ba và giá cao so với các loa thông minh khác. Ngoài ra, đế silicone ở đáy thiết bị đôi khi làm hỏng bề mặt gỗ. Tính đến tháng 8 năm 2018, HomePod đã bán được ước tính từ 1 đến 3 triệu chiếc.